# Линърд Скинърд
„Линърд Скинърд“ (на английски: Lynyrd Skynyrd; lɛ'nɝd skɪ'nɝd) е рок група, основана в Джаксънвил, щата Флорида, Съединените американски щати през 1964 г. Главната им заслуга е популяризирането на жанровото направление садърн рок в музиката през 70-те години. В първите години музицират под името Май Бекярд, после го сменят на Ноубъл Файв и Уан Пърсент, и накрая решават да се нарекат Линърд Скинърд. Някои от знаковите им песни са Sweet Home Alabama и Free Bird. Разпродали са около 28 милиона записа в САЩ.
Тя достига най-голяма популярност в периода до 1977 г., когато няколко от нейните членове, сред които и авторът на повечето песни Рони Ван Зант, загиват при самолетна катастрофа. Групата е възстановена през 1988 г., но не достига някогашните си успехи. Въпреки това до днешна дата те продължават да изнасят концерти, да правят турнета и записи. През 2006 година стават членове на Залата на славата на рокендрола. През 2004 година списанието Rolling Stone ги поставя на 95-о място сред 100-те най-добри изпълнители за всички времена.